# Płytka klinkierowa
Płytka klinkierowa – płytka, która posiada taki sam skład jak cegła klinkierowa, a także bardzo zbliżone do niej właściwości.
Wytwarzana jest z gliny i piasku, a następnie wypalana w wysokiej temperaturze.
Wykonuje się z niej okładziny zewnętrzne, czyli elewacje budynków, podłogi, ściany, parapety, schody, cokoły.
Właściwości płytek klinkierowych:
- odporna na niekorzystne warunki atmosferyczne: mróz, korozja chemiczna, grzyby, mchy, glony
- stanowi dobrą izolację akustyczną ścian
- posiada szeroki asortyment kolorów, jak i kształtów
- odporność ogniowa